# Горисубани
Горисубани (груз. გორისუბანი) — село в Грузии, на территории Амбролаурского муниципалитета края (мхаре) Рача-Лечхуми и Нижняя Сванетия.

## География
Село находится в северной части Грузии, к югу от реки Риони, на расстоянии приблизительно 9 километров (по прямой) к западу от города Амбролаури, административного центра муниципалитета. Абсолютная высота — 772 метра над уровнем моря.

## Население
По результатам официальной переписи населения 2014 года, в Горисубани проживало 36 человек (18 мужчин и 18 женщин). В национальной структуре населения грузины составляли 100 %.
| Год  | Население, человек |
| ---- | ------------------ |
| 2002 | 71                 |
| 2014 | ↘ 36               |